# Vuka (Fluss)
Die Vuka ist ein Fluss im Osten Kroatiens. Er erstreckt sich auf eine Länge von 114 km und mündet in Vukovar in die Donau.
Die Vuka ist der elftlängste Fluss in Kroatien und entwässert eine Fläche von 644 km². Der Fluss fließt durch die Gespanschaften Vukovar-Syrmien und Požega-Slawonien.